# Iveragh-halvøen
Iveragh-halvøen (Irsk: Uíbh Ráthach) er den største halvø i County Kerry i det sydvestlige Irland. En bjergkæde, MacGillycuddy's Reeks, ligger midt på halvøen, og dets højeste bjerg, Carrauntoohil, er også den højeste top i Irland.
Byer på halvøen omfatter Killorglin, Cahersiveen, Ballinskelligs, Portmagee, Waterville, Caherdaniel, Sneem og Kenmare.
Ring of Kerry er en populær turiststi langs kysten, ligesom Skellig-ringen, der begynder og slutter ved Killarney, lige øst for halvøen.
Valentia Island ligger ud for den nordvestlige spids af halvøen. Den er forbundet med halvøen med en bro ved landsbyen Portmagee, men den kan også nås med færgeoverfart mellem Renard Point på fastlandet og Knightstown på øen.
Skellig-øerne ligger omkring 12 kilometer (eller 6.4 sømil) ud for vestkysten og er kendt for deres klosterbygninger og fugleliv. Siden 2015 har optagelserne af Star Wars bragt mange nye turister til området.
Kerry Geopark  er et samfundsinitiativ på Iveragh-halvøen, som har til formål at fremme geoturisme i dette område af stor geologisk betydning. Nogle af de interessante funktioner er Kenmare Bay (en oversvømmet floddal eller ria), tegn på tidligere istid og vulkansk aktivitet og 400 millioner år gamle fossiliserede tetrapod-spor.
Cloghanecarhan, en ringborg med ogham-sten, er et nationalt monument, ligesom ringborgen Leacanabuaile.
Loher Cashel, en ringborg af sten (caiseal) ligger i den vestlige udkant af Iveragh.
Iveragh-halvøen har siden 2014 også været hjemsted for Kerry International Dark-Sky Reserve.

## Gaeltacht
Iveragh Gaeltacht eller Gaeltacht Uíbh Ráthaigh er en af de mindste af Gaeltachts (område med irsk som officielt anerkendt primær sprog). Hovedbyen er Baile an Sceilg og mindre landsbyer og byområder omfatter Dún Géagáin, Cíllin Liath, Lóthar og Cuan an Chaisleáin. Det er tyndt befolket og ifølge folketællingen 2016 boede der 1.753 mennesker over tre år i Iveragh Gaeltacht, hvor kun 6,9% hævdede at tale irsk på daglig basis uden for uddannelsessystemet. Dette gør den til den 5. svageste Gaeltacht ud af 26 i Irland efter antallet af daglige talere.
Iveragh Gaeltacht var en af de stærkeste i landet på et tidspunkt. Folk i alle klasser talte sproget, med over 93% af befolkningen ensprogede irsktalende i 1850'erne. Hele halvøen blev udpeget som en Gaeltacht, da de først blev optegnet i 1920'erne. I 1980'erne var procentdelen af mennesker, der kunne tale irsk i det officielle Gaeltacht-område fra 1956 omkring 60% og har holdt sig på omtrent det niveau lige siden.

## Forhistorisk klippekunst
Iveragh-halvøen er hjemsted for en af de højeste koncentrationer af atlantisk i Irland. Kunsten er spredt ud over halvøen, men den største udbredelse findes i to hovedklynger, hvor den mest bemærkelsesværdige og velregistrerede er de tilstødende byområder Derrynablaha og Derreeny nær Sneem. Kunsten i disse byområder tiltrak international opmærksomhed i 1960'erne, da professor Emanuel Anati optog kunsten sammen med E. Shee og MJ O' Kelly. Den anden klynge af klippekunst er på de tilstødende byområder Coomasaharn, Kealduff Upper og Letter West, nær Glenbeigh. Disse byområder er vært for hundredvis af individuelle eksempler på den atlantiske kunstform, og nye eksempler tilføjes regelmæssigt til den arkæologiske optegnelse af arkæologer og entusiaster.